# Coupe de la Ligue de Gibraltar de football 2013-2014
Navigation
Édition suivante
L'édition 2013-2014 de la Coupe de la Ligue de Gibraltar de football, appelée aussi Premier Cup ou Senior Cup, est la première édition de la Coupe de la Ligue de Gibraltar de football.

## Format
Les huit équipes participantes sont divisées en deux groupes de quatre. Chacune des équipes de chaque groupe s'affronte entre eux une fois pour un total de trois matchs chacun. Les deux premières équipes des deux groupes avancent en demi-finales. Les deux vainqueurs des demi-finales s'affrontent en finale pour déterminer le vainqueur de la compétition.
Tous les matchs se sont joués au Victoria Stadium.

## Équipes participantes
Les équipes participantes sont les huit clubs participant à la Premier Division 2013-2014, qui sont :
- College Europa
- Glacis United
- Gibraltar Phoenix
- Lincoln Red Imps
- Lions Gibraltar
- Lynx FC
- Manchester 62
- St Joseph's FC

## Résultats

### Groupe A
| Rang | Équipe           | Pts | J | G | N | P | Bp | Bc | Diff |  | Résultats (▼ dom., ► ext.) | LIN | M62 | COL | LIO |
| ---- | ---------------- | --- | - | - | - | - | -- | -- | ---- |  | -------------------------- | --- | --- | --- | --- |
| 1    | Lincoln Red Imps | 7   | 3 | 2 | 1 | 0 | 8  | 2  | +6   |  | Lincoln Red Imps           |     | 3-0 |     |     |
| 2    | Manchester 62    | 6   | 3 | 2 | 0 | 1 | 5  | 4  | +1   |  | Manchester 62              |     |     |     |     |
| 3    | College Europa   | 2   | 3 | 0 | 2 | 1 | 1  | 2  | -1   |  | College Europa             | 1-1 | 0-1 |     | 0-0 |
| 4    | Lions Gibraltar  | 1   | 3 | 0 | 1 | 2 | 2  | 8  | -6   |  | Lions Gibraltar            | 1-4 | 1-4 |     |     |

### Groupe B
| Rang | Équipe            | Pts | J | G | N | P | Bp | Bc | Diff |  | Résultats (▼ dom., ► ext.) | LYN | STJ | GLA | GPH |
| ---- | ----------------- | --- | - | - | - | - | -- | -- | ---- |  | -------------------------- | --- | --- | --- | --- |
| 1    | Lynx FC           | 7   | 3 | 2 | 1 | 0 | 7  | 1  | +6   |  | Lynx FC                    |     | 0-0 | 3-1 | 4-0 |
| 2    | St Joseph's FC    | 5   | 3 | 1 | 2 | 0 | 3  | 0  | +3   |  | St Joseph's FC             |     |     | 0-0 | 3-0 |
| 3    | Glacis United     | 4   | 3 | 1 | 1 | 1 | 7  | 3  | +4   |  | Glacis United              |     |     |     |     |
| 4    | Gibraltar Phoenix | 0   | 3 | 0 | 0 | 3 | 0  | 13 | -13  |  | Gibraltar Phoenix          |     |     | 0-6 |     |

### Demi-finales
Les demi-finales se sont déroulés le samedi 1er février 2014.
| Équipe 1         | Score | Équipe 2       |
| ---------------- | ----- | -------------- |
| Lincoln Red Imps | 9 - 1 | St Joseph's FC |
| Lynx FC          | 0 - 1 | Manchester 62  |

### Finale
La finale s'est déroulé le samedi 22 février 2014.
| Équipe 1         | Score | Équipe 2      |
| ---------------- | ----- | ------------- |
| Lincoln Red Imps | 3 - 0 | Manchester 62 |